# People Nation
People Nation est une alliance entre gangs de rue américains principalement associée à la région de Chicago, États-Unis. Elle est une rivale de l'alliance Folk Nation.

## Historique
La People Nation est formée en 1978 dans les mêmes conditions que la Folk Nation. Au départ, elle réunit les gangs El Rukns (maintenant Black P. Stones), Vice Lords (en) et Latin Kings.

## Caractéristiques
L'alliance est affichée par les membres des gangs à l'aide de différents symboles, couleurs, graffiti, gang signes et mots. En général, ils portent des signes distinctifs à la gauche du corps.
La plupart des membres utilisent une étoile à cinq pointes dans leurs graffitis,, qui est un signe des Black P. Stones, l'un des plus grands gangs de rue de l'alliance. Les expressions de l'alliance "high five, six must die", "five in the sky, six must die" et "5 poppin, 6 droppin"  réfèrent à l'étoile à cinq pointes opposée à l'étoile à six pointes, signe de l'alliance Folk Nation.
L'alliance utilise d'autres symboles tels une pyramide, une couronne à cinq pointes, un dé avec sa face frontale montrant cinq points, un croissant de Lune,.

## Membres
- Almighty Vice Lord Nation (en)
- Black P. Stones
- Latin Kings
- Latin Counts (en)
- Mickey Cobras (en)